# Des Thomson
Desmond Roland "Des" Thomson (nascido em 22 de agosto de 1942) é um ex-ciclista neozelandês. Representou seu país, Nova Zelândia, nos Jogos Olímpicos de Verão de 1964 e 1968.
Conquistou a medalha de prata na prova de estrada nos Jogos do Império Britânico e da Commonwealth de 1966 em Kingston, Jamaica.